# Daan Jippes
Daan Jippes, pseudonimo di Daniel Jan Jippes (Amsterdam, 14 ottobre 1945), è un fumettista olandese.
È uno dei più apprezzati cartoonist Disney a livello internazionale. È stato soprannominato Replicante Creativo, per il suo stile, e The Dutch Duck Man ("L'uomo dei paperi olandese"), per indicare l'influenza che l'opera di Carl Barks, definito The Duck Man, ha esercitato su di lui.

## Biografia

### Primi anni
Conclusi gli studi, a diciannove anni Jippes si ispira a maestri come il belga André Franquin, autore di Spirou, il francese Albert Uderzo, co-creatore di Asterix, il caricaturista americano Mort Drucker, creatore di Mad Magazine, i disegnatori disneyani Carl Barks, Floyd Gottfredson e Paul Murry.
Nel 1966, trova lavoro nella sua città, presso l'editrice De Geïllustreerde Pers. Fino al 1969 si occupa principalmente di grafica, quindi inizia a disegnare tavole a fumetti: in particolare, per la rivista Pep, illustra la serie settimanale che aveva come protagonista Bernard Voorzichtig (Bernardo Prudente) creata dallo sceneggiatore Martin Lodewijk.

### I primi lavori per Disney
Nel 1972 Jippes approda al mondo Disney realizzando la sua prima storia: tre tavole con Topolino protagonista alle prese con dei corvi dispettosi, disegnata in uno stile vicinissimo a quello adottato da Gottfredson per le sue strisce quotidiane di Mickey Mouse a cavallo fra gli anni quaranta e cinquanta. Nel 1974 è quindi la volta di Paperino che, nella breve storia intitolata Hot Ducks (Paperi caldi), disegna con tratto barksiano.
Nel frattempo diventa direttore artistico del settimanale olandese Donald Duck e, nel 1975 conosce Fred Milton, fumettista danese, con il quale forma un tandem artistico che porterà alla realizzazione, nei sette anni successivi, di una serie di storie sui paperi, una ventina in tutto, ispirate al Barks delle storie brevi apparse su Walt Disney Comics and Stories tra il 1944 e il 1966.
Nel frattempo, Daan realizza anche molte copertine e sceneggiature per gli altri sceneggiatori che collaborano con il settimanale.

### Il periodo americano
Nell'ottobre del 1980 Jippes lascia l'Olanda per trasferirsi in California per lavorare direttamente per la casa madre. Nel maggio del 1981, viene  assunto allo Studio Disney di Burbank come designer di vari prodotti destinati ai licenziatari Disney in America. Per sei mesi, eredita da Manuel Gonzales la tavola settimanale di Mickey Mouse, rinnovandone il look.
Nel 1986 passa al Reparto Pubblicazioni, dove disegna le strisce quotidiane e le tavole settimanali di Donald Duck (1986-87) e realizza con Dan Spiegle la riduzione a fumetti di Chi ha incastrato Roger Rabbit (1988).
Nel frattempo negli Stati Uniti cominciano a essere pubblicate le sue storie olandesi, mentre la sua collaborazione con il Donald Duck dei Paesi Bassi si fa più saltuaria, realizzando disegni di copertina e molto raramente intere storie (come per A Ring for Donald - L'anello di Paperino, disegnata in uno stile che ricorda Al Taliaferro, il padre grafico di Paperino).
Nel febbraio 1989, Jippes passa al Reparto Animazione, dove lavora alla pre-produzione del lungometraggio La Bella e la Bestia (1991), quindi alla sceneggiatura e alla creazione dei personaggi secondari de Il Principe e il Povero reinterpretato da Topolino (1990) e agli storyboard di Bianca e Bernie nella terra dei canguri (1990) e Aladdin (1992).
Nell'agosto del 1991 Jippes lascia lo Studio Disney e torna ai fumetti: ricomincia a collaborare con il Donald Duck olandese, per il quale si dedica al recupero dei "testi di Barks" (storie solo sceneggiate da Carl Barks) apparsi sugli albi americani tra il 1969 e il 1973. Il tratto di Jippes è più fedele a quello di Carl Barks, rispetto a quello dei vari disegnatori (come Kay Wright o John Carey) precedenti.
Stilisticamente Jippes si ispira al Barks dell'ultimo periodo, rendendo ancor più dinamico e spigoloso il tratto, come si può constatare in storie come Zio Paperone e il disastro paperopolese, Le GM e le balene in pericolo e Paperino e la minaccia del "Loup Garou".
(Daan Jippes)
Dal febbraio al novembre 1992, Jippes lavora presso il Disney European Creative Centre di Parigi, arricchendo con le fogge di Paperino, Topolino e altri personaggi vari prodotti per i licenziatari europei.
Si trasferisce a Londra, dove fino all'ottobre 1993 collabora con la divisione europea della Amblimation di Steven Spielberg, continuando poi questa collaborazione in California come sceneggiatore del lungometraggio Balto (1996). La tappa successiva è il passaggio al nuovo studio di animazione della Warner Bros., dove Daan lavora, nel 1995, al soggetto del lungometraggio King Tut. Infine il ritorno in Disney, dove si è occupato del seguito de Il re leone, distribuito per il circuito dell'home video nel 1998.

## Storie a fumetti sui paperi Disney
Jippes, dal 1974, ha disegnato centinaia di storie, di cui oltre un centinaio hanno per protagonisti i paperi barksiani. La cronologia si basa su quella pubblicata sul 175 del mensile Zio Paperone dell'ottobre 2002, con alcuni compendi derivanti dall'indice I.N.D.U.C.K.S.. Le storie inedite in Italia sono riportate con il titolo inglese, se non diversamente indicato.
- 1974:
  - Guus Geluk (titolo olandese), inedita in Italia;
- 1975:
  - Paperino in "Per un pugno di patatine";
- 1976:
  - Donald Duck - Trailer for Rent, testi di Milton, inedita in Italia;
- 1977:
  - Paperino e il test del successo, testi di Milton, disegni con Milton;
  - Paperino pulitore esperto, testi di Milton, disegni con Milton e Verhagen;
  - Paperino e i cuori d'oro, disegni con Verhagen;
  - Pianovervoer (titolo olandese), inedita in Italia;
- 1978:
  - Paperino e i problemi dell'educazione, testi di Milton, disegni con Milton e Verhagen;
  - Jacht op duppie (titolo olandese), testi di Roep, inedita in Italia;
  - Met gelijke munt (titolo olandese), inedita in Italia;
- 1979:
  - Paperino in "Disco-paperi", testi e disegni con Milton;
  - Paperino in "Ordine e disordine", testi e disegni con Milton;
  - Paperino finto moralista, testi e disegni con Milton;
  - Paperino e il tocco da maestro, testi di Anderson, disegni con Verhagen;
  - Paperino e il delizioso olio di fegato di merluzzo, testi e disegni con Milton;
- 1980:
  - Paperino e la rapina a circuito chiuso, disegni con Verhagen;
  - Paperino e le occasioni d'oro, testi e disegni con Milton;
  - Paperino e la ricompensa... soffiata, testi e disegni con Milton;
  - Paperino re della salsa, testi di Ildahl e Milton, disegni con Milton;
  - Qui, Quo, Qua e il nemico del parco, testi con Madsen e Milton, disegni con Milton;
- 1981:
  - Zio Paperone e il denaro scomparso, testi di Koek, disegni con De Jonge;
  - Paperina e il prezioso stendardo, solo testi, disegni di Milton;
  - Paperino radiocuoco sopraffino;
- 1982:
  - Paperino e la Cleopatras Extinta, testi di Barks, disegni con Vlottes;
  - Paperino e la puntata mancata, testi di Plijnaar, disegni con Milton;
  - Paperino e la ventiquattrore testi di Milton, disegni con Milton;
  - Ciccio uomo giusto nel posto sbagliato, testi e disegni con Milton;
- 1985:
  - Geen nieuws (titolo olandese), disegni di Nadorp;
  - L'anello di Paperino;
- 1986:
  - Paperino pattinatore da sogno, disegni con Nadorp;
- 1988:
  - Le GM e la danza tempestosa, testi di Barks;
- 1991:
  - Paperino in "Picnic ad alta quota", testi con Kruse;
- 1992:
  - Le GM - Brutta giornata per la squadra "A", testi di Barks;
  - Buon compleanno, "Zio Paperone", testi di Geradts, disegni con Nadorp, adattamento di una storia celebrativa del Donald Duck olandese al 100º numero di Zio Paperone;
  - Le GM e le previsioni del generale Quo, testi di Barks;
  - Le GM e il traditore nascosto, testi di Barks;
  - Zio Paperone e il disastro paperopolese, testi di Barks;
- 1993:
  - Le GM e il prezzo della libertà, testi di Barks;
  - Geflipte petjes "big business" (titolo olandese), disegni di Nadorp, inedita in Italia;
  - Le Giovani Marmotte e l'oro del 1849, testi di Barks;
- 1994:
  - Le GM e la gara zuccherina, testi di Barks;
- 1995:
  - Le GM e la battaglia in bottiglia, testi di Barks;
  - Hond wandelen (titolo olandese), disegni di Michel Nadorp, inedita in Italia;
  - Sneeuwvrouw (titolo olandese), inedita in Italia;
- 1996:
  - Telefoontje 2 (titolo olandese), disegni di Michel Nadorp, inedita in Italia;
  - Arbeidsvitaminen (titolo olandese), disegni di Michel Nadorp, inedita in Italia;
  - Tennis (titolo olandese), disegni di Michel Nadorp, inedita in Italia;
  - Stijlvissen (titolo olandese), disegni di Michel Nadorp, inedita in Italia;
  - Assertief (titolo olandese), disegni di Michel Nadorp, inedita in Italia;
  - Sneeuwduck (titolo olandese), disegni di Michel Nadorp, inedita in Italia;
  - Telefoontje (titolo olandese), disegni di Michel Nadorp, inedita in Italia;
- 1997:
  - Paperino agente per un giorno, testi di Barks;
- 1999:
  - Paperino e la minaccia del "Loup Garou", testi di Barks;
  - Le GM e le balene in pericolo, testi di Barks;
  - Paperino in: Un giorno della vita di un papero, testi di Barks;
  - Gemier (titolo olandese), testi di Frank Jonker e Paul Hoogma, disegni con Sander Gulien, inedita in Italia;
- 2000:
  - Dieet (titolo olandese), disegni di Michel Nadorp, inedita in Italia;
- 2001:
  - Le GM e il salvataggio delle aquile, testi di Barks;
  - Paperino in "Oggi esplosi";
  - Paperino e il faro;
  - Al calduccio, disegni di Michel Nadorp;
- 2002:
  - Le GM - Il mastino delle colline mugolanti, testi di Barks;
  - Paperino temerario della consegna;
  - Zio Paperone e il riscatto del roditore, testi di Barks;
  - Le Giovani Marmotte e il fantomatico sabotatore, testi di Barks;
- 2003:
  - Le Giovani Marmotte e il nuovo zoo, testi di Barks;
  - Le Giovani Marmotte e l'infido lago fosco (con finale alternativo[2]), testi di Barks;
- 2004:
  - Donald Duck - An Easter Basketcase, inedita in Italia;
  - Paperino papero fortunato;
- 2005:
  - Le Giovani Marmotte e il colossosaurus paperopolensis, testi di Barks;
- 2006:
  - Donald Duck - The Abominator, inedita in Italia;
  - Le Giovani Marmotte e una balena da salvare, testi di Barks;
  - Donald Duck - Froggy Fortune, inedita in Italia;
- 2007:
  - Le Giovani Marmotte e il potere della musica, testi di Barks;
  - Donald Duck - Serenity Serenade, inedita in Italia;
  - Archimede Pitagorico - Il pifferaio magico di Paperopoli, testi di Barks;
  - Daisy Duck - Are You Really You?, testi di John Lustig, inedita in Italia;
  - Paperino e le mele d'oro, testi di Barks e di Geoffrey Blum;
  - Le Giovani Marmotte in: Non c'è fumo..., testi di Barks;
  - Zio Paperone - Re Paperone I, testi di Barks;
- 2008:
  - Le Giovani Marmotte - All'arca! All'arca!, testi di Barks;
  - Le Giovani Marmotte - La casa da tè del drago scodinzolante, testi di Barks;
  - Le Giovani Marmotte e il salvataggio del lago, testi di Barks;
  - The Junior Woodchucks - Life Savers, testi di Barks, inedita in Italia;
  - Le Giovani Marmotte - Capitani Oltraggiosi, testi di Barks;
  - Le Giovani Marmotte e la foresta nera in pericolo, testi di Barks;
  - Gus Goose Vs. Locust Loco, inedita in Italia;
  - Uncle Scrooge - Scrappy Mettle, inedita in Italia;
- 2009:
  - Gus Goose - Fishing On The Fly, inedita in Italia;
  - Donald Duck - A Tale Of Two Civvies, inedita in Italia;
  - Magica De Spell - Obsession, testi di Byron Erickson, pubblicata sul numero 3558 di Topolino, del 31 gennaio 2024, col titolo: "Paperino, Jones e la sfida dei biscotti";
- 2010:
  - Donald Duck - Survival Camping, inedita in Italia;
  - Paperino da qualche parte, oltre il nulla, testi di Barks e Lusting;
  - Donald Duck - So Wrong To Wreck A Raccoon, inedita in Italia;
  - Uncle Scrooge - A Touch Of Vunerability, inedita in Italia;
- 2011:
  - Uncle Scrooge - Framing Nature, inedita in Italia;
  - Donald Duck - His Sixteen Minutes Of Shame, inedita in Italia;
  - Donald Duck - Cookie Capers, testi di Knut Nærum, pubblicata sul numero 3558  di Topolino del 31 gennaio 2024 col titolo: "Paperino, Jones e la sfida dei biscotti";
  - Donald Duck - Polar Molar, inedita in Italia;
  - Archimede Pitagorico e lo zerbino da guardia, testi di Barks;
  - Gyro Gearloose - Hocus Focus, testi di Barks, inedita in Italia;
  - Uncle Scrooge - The Duck Who Came to Dinner, testi di Barks e Lustig, inedita in Italia;
  - Donald Duck - Duet For The Doomed, inedita in Italia;
  - Uncle Scrooge - Extreme Thrift, inedita in Italia;
  - Donald Duck - A Beautiful Likeness, testi di Kari Korhonen, ogni tavola disegnata da un artista diverso (Arild Midthun, Bas Heymans, Cèsar Ferioli Pelaez, Daan Jippes, Francisco Rodriguez Peinado, Freddy Milton, Giorgio Cavazzano, Marco Rota, Mau Heymans, Michel Nadorp, Wanda Gattino, Wilma van den Bosch), inedita in Italia;
- 2012:
  - Donald Duck - Peace Of Mind, Paid In Full, inedita in Italia;
  - Donald Duck - Archivist Donald, inedita in Italia;
  - Donald Duck - Outcunning The Canines, con una tavola di Barks, inedita in Italia;
  - Donald Duck - Ready, Aim, Hide, inedita in Italia;
  - Gus Goose - The Unwanted Will, inedita in Italia;
  - Uncle Scrooge - Design Flaw, inedita in Italia;
  - Daisy Duck - Grooming Ducks, inedita in Italia;
  - Donald Duck - Jingle Blues, inedita in Italia;
  - Donald Duck - Under Wraps, inedita in Italia;
- 2013:
  - Donald Duck - Frosty Delivery, testi di Pascal Oost, inedita in Italia;
  - Daisy Duck - Heel Deal, inedita in Italia;
  - Uncle Scrooge - Sometimes a Nickle Spent is a Dollar Saved, inedita in Italia;
  - Donald Duck - Bath Pooling, inedita in Italia;
  - Donald Duck - Waiving the Heat, inedita in Italia;
  - Donald Duck - Fading Skating, inedita in Italia;
  - Donald Duck - No Snow Fun, inedita in Italia;
  - Donald Duck - Petty Etiquette, inedita in Italia;
  - Donald Duck - A Topiary Tale, inedita in Italia;
  - Donald Duck - Rarest of the Rare, inedita in Italia;
  - Daisy Duck - Fashion Failure, testi di Barks e Lustig, inedita in Italia;
  - Paperino e il problema del doppio, testi di Barks e Lustig;
- 2014:
  - Positiv parkering (titolo danese), testi di Lustig, inedita in Italia;
  - Forvirrende fantasi (titolo danese), inedita in Italia;